# Catherine Scott
Catherine Scott (Jamaica, 27 de agosto de 1973) es una atleta jamaicana, especialista en la prueba de 4x400 m, en la que ha logrado ser campeona mundial en 2001.

## Carrera deportiva
En el Mundial de Edmonton 2001 ganó la medalla de oro en el relevo 4x400 metros, con un tiempo de 3.20.65 segundos, por delante de Alemania y Rusia, siendo sus compañeras de equipo: Sandie Richards, Debbie-Ann Parris y Lorraine Fenton.